# Hieronymus Paul Frank
Hieronymus Paul Frank OSB (* 23. September 1901 in Saarwellingen als Paul Frank; † 15. März 1975) war Benediktinermönch der Abtei Maria Laach.

## Leben
Nach der Profess am 6. Dezember 1921 studierte er Philosophie, Theologie, Philologie und mittelalterliche Geschichte in Maria Laach, Beuron und Bonn. Nach der Priesterweihe 22. August 1926 und der Promotion zum Dr. phil. in Bonn 1932 wurde er Mitglied Abt-Herwegen-Institut. Er war Dozent für Kirchengeschichte an der Ordenshochschule für Philosophie. Er war 1940 bis 1945 Verwalter der Pfarrei Wassenach.

## Schriften (Auswahl)
- Die Klosterbischöfe des Frankenreiches. Münster 1932, OCLC 906314498.
- mit Manfred Wegener und Kassius Hallinger (Hg.): Initia consuetudinis Benedictinae. Consuetudines saeculi octavi et noni. Siegburg 1963, OCLC 611780849.